# St. George (Kansas)
St. George é uma cidade localizada no estado americano de Kansas, no Condado de Pottawatomie.

## Demografia
Segundo o censo americano de 2000, a sua população era de 434 habitantes.

## Geografia
De acordo com o United States Census Bureau tem uma área de
1,1 km², dos quais 1,1 km² cobertos por terra e 0,0 km² cobertos por água.

## Localidades na vizinhança
O diagrama seguinte representa as localidades num raio de 24 km ao redor de St. George.